# Your Best Friend
〈Your Best Friend〉는 쿠라키 마이의 37번째 싱글로 2011년 10월 19일에 노던 뮤직에서 발매됐다.

## 해설
전 싱글 〈한 번 더〉로부터 약 5개월만이 되는 싱글이다. 2개월 연속 싱글 발매의 제1탄 작품이기도 하다. 또, 라이브 DVD 《HAPPY HAPPY HALLOWEEN LIVE 2010》도 같은 날에 발매됐다.
일반적으로는 초회한정반과 통상반의 2형태로의 발매, 게다가 팬 클럽 회원과 Musing 회원 한정으로 발매되는 Musing&FC반도 포항되며, 실질적으로 3형태로의 발매가 된다. 각 자켓도 각각 다르다. 초회한정반에는 특전으로, 표제곡의 뮤직 클립을 수록한 DVD와, 오리지널 비주얼 스티커, 오리지널 비주얼 휴대전화 대기 영상 다운로드용 QR코드가 봉입된다. Musing&FC반에는 표제곡의 뮤직 클립의 메이킹 영상 시청용 URL·QR코드와, 오리지널 휴대전화 대기 영상 다운로드용 URL·QR코드가 봉입된다.
타이틀곡 · 수록곡 모두, 〈왜 좋아하는 거야 feat.Mai.K〉에 있어서 콜라보레이션한, NERDHEAD의 GIORGIO CANCEMI 작편곡에 의한 노래. 또, 그는 GIORGIO 13로, 양쪽 곡에 있어서 쿠라키와 같이 작사를 하고 있다.

## 수록곡
- 전체 작사: 쿠라키 마이, GIORGIO 13
- 전체 작곡 · 편곡: GIORGIO CANCEMI

1. Your Best Friend (5:52)
2. step by step (4:58)
3. Your Best Friend (Instrumental)

DVD(초회한정반에만)
1. Your Best Friend (Music Clip)

## 타이업
- 요미우리 TV 닛폰 TV계 전국 넷 애니메이션 《명탐정 코난》 닫는 곡 (#1)
- 네무노사토 Hotel&Resort CM 송 (#2)